# Пјана деј Монти (Вербано-Кузио-Осола)
Пјана деј Монти је насеље у Италији у округу Вербано-Кузио-Осола, региону Пијемонт.
Према процени из 2011. у насељу је живело 24 становника. Насеље се налази на надморској висини од 755 м.